# Sušeni bakalar
Sušeni bakalar je sušenjem očuvan bakalar. Glave i iznutrice riba se prije sušenja uklone. Najviše se sušenog bakalara proizvodi u Norveškoj i većina se izvozi u Portugal, Švedsku, Nigeriju, Brazil i Italiju.
Sušenje hrane najstarija je poznata metoda očuvanja hrane. Sušena riba ima rok trajanja od nekoliko godina. Tradicionalno se bakalar suši na vjetru i suncu. Sušenjem se sačuvaju brojne hranjive tvari. Soljenje je postalo ekonomski isplativo tijekom 17. stoljeća, kada je jeftina sol iz južne Europe postala dostupna pomorskim narodima sjeverne Europe. Dobiveni proizvod mogao se prevesti na udaljena europska tržiša. Sušeni bakalar je od tada postao značajna stavka u prehrani populacija katoličkih zemalja tijekom posti i korizme.

## Nazivi
Osušeni bakalar i jela od njega poznata po brojnim različitim imenima. Mnogi od njih potječe iz korijena bacal-, sama nepoznatog podrijetla. Neki od njih su:. bacalhau (portugalski), bacalao (španjolski), bakaiļao (baskijski), bacallà (katalonski), μπακαλιάρος, bakaliáros (grčki), Kabeljau (njemački), baccalà (talijanski), bakkeljauw (nizozemski), "makayabu" (Srednja i Istočna Afrika). Ostali nazivi su ráktoguolli / goikeguolli (Sami), tørfisk / klippfisk / clipfish (skandinavski), Stokvis / klipvis (nizozemski), saltfiskur (Islandski), morue (francuski), usoljena riba (Karibi), toe rag (Velika Britanija), bakaljaw (malteški), "labardan" (ruski).

## Tradicija u Hrvatskoj
Duž Hrvatskog jadrana bakalar je tradicionalan dio božićnog blagovanja. Za posnu badnju večeru tradicionalno se poslužuje baklar, koji se priprema “na bijelo”, kao namaz ili na lešo. Može biti i pripremljen kao namaz.

## Povijest
Sušeni bakalar je služio u ranijim vremenima za opskrbu posada brodova ili vojnika. Trgovina i opskrba sušenom ribom iz tog razloga je utjecala u velikoj mjeri na otkrića i globalnu politiku zapadnog svijeta.
Pri dugim morskim putovanjima bilo je potrebno dostaviti posadama brodova ne-pokvarljivu hranu. Bakalar je također raširen u mediteranskim zemljama i na kopnu, gdje nije bilo svježe morske ribe. Bakalar je bio i popularna brze hrane u srednjem vijeku. Srednjovjekovni kuhinja imala je trajan utjecaj na uporabu te ribe. Tada je trgovina bakalarim imala važnu ulogu za Hanzeatske gradove. Tako je primjerice grad Lübeck tijekom 14. i 15. stoljeća stekao bogati gospodarski razvoj.